# Список територіальних громад Сумської області
Це список територіальних громад Сумської області, створених в рамках адміністративно-територіальної реформи 2015—2020.

## Загальний перелік громад
1. Андріяшівська сільська громада,
2. Бездрицька сільська громада,
3. Березівська сільська громада,
4. Білопільська міська громада,
5. Боромлянська сільська громада,
6. Бочечківська сільська громада,
7. Буринська міська громада,
8. Великописарівська селищна громада,
9. Верхньосироватська сільська громада,
10. Вільшанська сільська громада,
11. Ворожбянська міська громада,
12. Глухівська міська громада,
13. Грунська сільська громада,
14. Дружбівська міська громада,
15. Дубов’язівська селищна громада,
16. Есманьська селищна громада,
17. Зноб-Новгородська селищна громада,
18. Кириківська селищна громада,
19. Комишанська сільська громада,
20. Конотопська міська громада,
21. Коровинська сільська громада,
22. Краснопільська селищна громада,
23. Кролевецька міська громада,
24. Лебединська міська громада,
25. Липоводолинська селищна громада,
26. Миколаївська селищна громада,
27. Миколаївська сільська громада,
28. Миропільська сільська громада,
29. Недригайлівська селищна громада,
30. Нижньосироватська сільська громада,
31. Новослобідська сільська громада,
32. Охтирська міська громада,
33. Попівська сільська громада,
34. Путивльська міська громада,
35. Річківська сільська громада,
36. Роменська міська громада,
37. Садівська сільська громада,
38. Свеська селищна громада,
39. Середино-Будська міська громада,
40. Синівська сільська громада,
41. Степанівська селищна громада,
42. Сумська міська громада,
43. Тростянецька міська громада,
44. Хмелівська сільська громада,
45. Хотінська селищна громада,
46. Чернеччинська сільська громада,
47. Чупахівська селищна громада,
48. Шалигинська селищна громада,
49. Шосткинська міська громада,
50. Юнаківська сільська громада,
51. Ямпільська селищна громада.